# Vukwi
Vukwi is een dorp in het district North-East in Botswana. De plaats telt 369 inwoners (2011).